# Musique cachemirie
La musique cachemirie est au carrefour de plusieurs zones d'influences importantes. Issue de la vallée du Cachemire, complètement située en Inde, mais insérée au sein d'une région plus large, le Cachemire, partagé aussi entre le Pakistan et la Chine, cette culture musicale bénéficie autant d'apports arabo-persans (maqâm) qu'indiens (râga), mais aussi de l'Asie centrale. Cette dernière influence se retrouve tout autant dans les instruments employés que dans les échelles musicales utilisées (byzantine, majeure, mineure, mineure harmonique). La musique des régions proches telles le Ladakh ou le Jammu, tous deux dans l'État du Jammu-et-Cachemire, en Inde, ne sera pas traitée ici.
La musique vocale occupe une place particulière dans cette région d'une part car, au lieu d'être accompagnée par les instruments, c'est parfois elle qui les accompagne, et d'autre part car il y a une forme d'harmonie avec des reprises à la quinte ou à l'octave.
Il existe une importante diaspora cachemirie en Inde et ailleurs, ayant propagé avec elle sa musique.

## Musique savante
Depuis des siècles, la musique hindoustanie du nord de l'Inde est jouée dans cette région septentrionale. La déesse Sharada (représentée jouant du santoor ou shattantrivînâ) de l'ancien Cachemire préside aux arts, à la musique et aux savoirs (comme Sarasvati). Des pandits cachemiris ont écrit dès le XIIe siècle des traités musicologiques de première importance pour la musique indienne : 
- Sarangadeva a écrit le Sangît Ratnakara ;
- Kalhana a écrit le Nilmatapurana et le Rajatarangini ;
- Abhinavagupta a écrit le commentaire Abhinavabharati sur le traité Nâtya-shâstra de Muni Bhârata.

Aujourd'hui encore, l'exécution d'un râga forme le cœur de la pratique musicale savante de la région. Toutefois on y trouve des variations locales dues notamment à l'influence afghane des naghmê. Jusqu'en 1956, la musique instrumentale était réservée aux sufiana kalam ou sufiana gayaki.
Le santoor y occupe une place de choix depuis des siècles ; il a connu au XXe siècle un regain d'intérêt grâce à des Cachemiris reconnus sur la scène internationale : Shivkumar Sharma, Bhajan Sopori et Tibbat Bakkal.

## Musique religieuse
La musique islamique est désormais prédominante dans la région. Depuis le XVe siècle toutefois, le sûfyâna kâlam (ou sûfyâna mûsîqî) originaire d'Iran est une forme musicale soufie connue ici, réunissant un ensemble constitué d'un chœur hétérophone accompagné par santoor, d'un kashmiri saz ou d'un kashmiri setâr. Il existe deux types de performances : l'une hebdomadaire, durant deux heures, et l'autre à l'occasion des festivals islamiques, durant toute la nuit.
Elle sert également de musique savante dans les milieux urbains séculiers, intellectuels et persanophones (y compris des hindous). Elle se caractérise par l'usage de maqâmat et non de râgas, du moins dans la terminologie. Ceux-ci se caractérisent à la fois par leur agrégation en une suite musicale (avec shakl, nather, etc) ainsi que par leurs échelles musicales formant une cinquantaine de modes différents :
- 'Araq
- Asavari (navroz-e-khara)
- 'Ashiran
- Bahar ('ushshaq)
- Bayate
- Behag (bihag, hijaz)
- Behbas
- Bhairavi (bharvi)
- Bilaval
- Buzurg
- Chargah (chahargah)
- Dhanasri
- Divgandhar (kanada)
- Gabri (hisar)
- Husayni (zarkash)
- Jangla (mukhalif)
- Jazvanti
- Jinjoti (manj, majiri)
- Kanada (divgandhar)
- Khamanch (khamanche, khamanch, kamanche, kamanj, asfahan, isfahan, safahan)
- Kochak (kalyan)
- Kuhi (mubaraqa')
- Lalit
- Malhar (nihuft, mallar)
- Nat kalyan (avj)
- Nava
- Navroz-e-'ajam
- Navroz-e-'arab
- Nayriz
- Panjgah (rast-e-farsi)
- Paraj (nayriz-e-kabir)
- Purbi (zalab)
- Rahavi (bastanegar)
- Ramkali
- Rast (rast-e-kashmiri)
- Saba (navroz-e-saba)
- Sarang
- Segah
- Sendhuri
- Shahnaz (zengola)
- Suhani (nishaporak)
- Tilang (mahur)
- Todi (buzurg)
- Udasi (maghlub)
- 'Uzzal ('uzzal-e-farsi)
- Zaval (pahlavi, pahalvi)

La lecture du tableau indique une parfaite fusion entre les modes indiens et perses sans qu'il soit possible de dire qui a influencé ou amalgamé l'autre. En effet, bien des éléments indiquent une base islamique perse, mais bien d'autres montrent une base hindoue indienne... Les maqâmat sont en outre rythmés à l'aide du système du tâla indien ; on dénombre 16 types de rythmes de 4 à 32 temps.
La danse hafiz naghma l'accompagne parfois avec des danseuses professionnelles. Les lîlas sont d'autres types de chants soufis pratiqués dans la région.
La musique hindoue est devenue très rare ; le henzae[Quoi ?] était chanté[évasif] en sanskrit à l'occasion des festivals à partir du livre Panchastavi[Quoi ?].
Le chant de femme vanvun - ou wanvun - est une prière de cérémonie[précision nécessaire] (yagnopavit ou mekhal) hindoue utilisée dans la vie quotidienne hors du temple. C'est un rappel des dieux védiques à travers une coutume vestimentaire (le port d'une coiffe kalpush) lors des mariages par exemple. La technique de chant est similaire à celle utilisée lors des récitations védiques. Il en existe dix variantes : garnavaya (lors du lavage et lessivage), dapun (lors d'une invitation auspicieuse), manzirath (lors de la teinture au henné), kroor (lors d'une décoration florale appliquée devant l'entrée de la maison), shran (lors d'un baptême initiatoire à l'eau et au lait), devgun ou varidan (lors de la salutation aux dieux avant les noces), agnikund ou yonya (lors d'offrande au feu sacré), yagnopavit ou tekya narivan (lors de l'initiation d'un adolescent à l'âge adulte par le moyen du cordon sacré et des marques sur le front), kalash lava (aspersion d'eau après l'adoration de Kalash).
Lors d'un mariage, le vanvun diffère légèrement puisque s'y ajoutent masmuchravun (libération de la chevelure de la promise), manzirath (teinture au henné), devgun et lagan (ou kanyadân).
Le vanvun est aussi un chant musulman qui diffère par son style et son échelle : il est plus rapide et est chanté debout en deux lignes responsoriales. On le chante lors des naissances, des circoncisions, des mariages, etc. Cette dernière cérémonie est constituée de : tomul-cchattun (lavage du riz), mehandirât (teinture de henné), masmucchravun (libération des cheveux de la promise) et yenivol (arrivée du fiancé et des invités).

## Musique folklorique
La musique folklorique est assez riche et est variable selon les personnes qui la pratiquent.
- Chants de femmes 
  - Vîgya vacchan vient d'un terme védique sanskrit vishesh yog vacchan signifiant qu'il doit être chanté lors de rares occasions, notamment lors du yagnopavit ou du mariage. Ce rite tire son nom d'une pratique locale consistant à faire entrer le fiancé dans un cercle dessiné sur le sol d'une cour appelé vyug.
  - Ruf ou row est une danse printanière exécutée par les femmes lors de célébrations. Elle dérive de la danse des abeilles.
  - Hikat est une partie de râs ; c'est une danse de bâtons.
  - Vân est un chant de deuil et de plainte exécuté par des pleureuses.
  - Lalnavun ou lori est une berceuse basée sur vatsalaya râs.
- Chants de troubadours professionnels :
  - Bhande pâther (de bhâna, un drame satirique ancien) est un groupe de chanteurs, musiciens, danseurs, acrobates, acteurs hindous convertis à l'islam. Ils jouent des drames mythologiques en forme de monologue sur un mode (mukam) précis accompagnés de hautbois shehnai ou swarnai et des percussions dhol, nagara et thalij. Chaque bhand a son mode et son répertoire particulier avec une structure originale composée de : salaam(« salut »), thurav, duitch, nav patti et salgah. La musique est très rythmique et le tambour dhol en est le cœur.
  - Ladishah (de ladi, « rang ») est un chant satirique sur la société. Il est exécuté par des groupes de musiciens itinérants s'accompagnant au dhukar, un idiophone.
  - Chhakar ou chhakri est un chant responsorial rapide avec instruments, propice à la danse. C'est un chant ancien accompagné de percussions, notamment les idiophones ghada, gâgar, chimta, matka et le tambour tumbaknâri, mais aussi parfois le luth rabâb et la vièle sarang. Les hommes exécutent une danse appelée back-kot (vatkat en sanskrit). C'est un chant apprécié des paysans et il intègre tout mariage et cérémonie yagnopavit.
  - Bachhi naghma ou bachhi gyavun est un chant avec une « voix angélique » issu d'un métissage hindou (bachhi) et arabe (naghma). Il est exécuté par un groupe de musiciens accompagné du rabâb et du sarang. Les costumes rappellent ceux de la danse indienne kathak.
  - Rishi macchar (du sanskrit rishimathar, « folie du sage ») ou rishi bechhun est un chant que les saints hindous exécutent lors de pèlerinages ou de visites aux temples. Ils peuvent aussi être chantés à la demande en guise de prédiction ou auspice.
  - Dhamaly est une ancienne pratique religieuse consistant à sauter au-dessus d'un feu sacré. Aujourd'hui, c'est une danse virile d'un groupe d'une vingtaine de personnes tout de blanc habillées.
- Chants de paysans :
  - Nande baeth ou naind gyavun (ninad gayan en sanskrit) est un chant de nature rythmique et joyeuse pour faciliter la tâche.

## Musique nationaliste
Depuis la partition du pays et les tensions politiques, la musique a été utilisée à titre de vecteur de propagande hindoue par le développement de chants patriotiques, nationalistes, héroïques, mythologiques, etc. Depuis l'émergence d'une majorité de musulmans dans la région, cette tradition a cessé, remplacée par des chants traditionnels islamiques.

## Instruments de musique

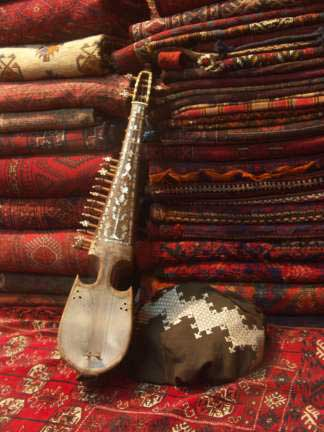
Rabâb

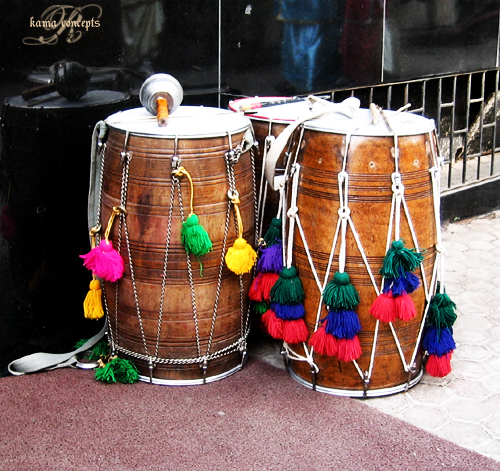
Dhol

Vents :
- Harmonium
- Nai
- Pi pi
- Shehnai
- Swarnai ou tulbarabir tulkarav
- Shankh

Cordes :
- Rabâb
- Santoor
- Sarang ou sarân
- Saz-e-kashmir
- Setâr
- Sitar

Percussions :
- Chimpta
- Dhol Dhol
- Dokra
- Dukkar
- Garâ ou gagar
- Khasya ou kos
- Nagara
- Nût ou noet
- Tablâ
- Thaliz
- Tumbaknâri
- Wasul

## Sources et liens externes
- (en) Dr. Sunita Dhar, The Traditional Music Of Kashmir In Relation to Indian Classical Music, Head & Dean, Faculty of Music & Fine Arts, University of Delhi, 2003. :
  - (en) Préface
  - (en) Historique
  - (en) Traditions musicales
  - (en) Instruments
  - (en) The Traditional Music of Kashmir
- (en) Jozef Pacholczyk, Sufyana Musiqi - The Classical Music of Kashmir, International Institute for Traditional Music, Berlin, 1996.  (ISBN 3-86135-640-6)
- (en) Comparaison entre maqâm et râga dans le livre de Pacholczyk
- (en) Alison Arnold, The Garland Encyclopedia of World Music, Taylor & Francis, 2000.  (ISBN 0-8240-4946-2 et 978-0-8240-4946-1)
- (en) Sufyana kalam